# Igor Sijsling
Igor Sijsling (Amsterdam, 18 de Agosto de 1987) é um tenista profissional holandês, representa a Equipe Neerlandesa de Copa Davis.  
Até o momento o seu melhor ranking na carreira em simples ocorreu em 17 de fevereiro de 2014, quando alcançou o nº 52 da ATP.  
Sua maior realização até o momento, foi chegar à final em duplas do Grand Slam do Australian Open de 2013 com o compatriota Robin Haase, onde perderam na final o título para os irmãos Mike Bryan e Bob Bryan. 
Ganhou seu primeiro título ATP em duplas no ano de 2013, ao ganhar o ATP de Atlanta, nos Estados Unidos, jogando ao lado de Édouard Roger-Vasselin. Foi finalista ainda em duplas do ATP de Bogotá de 2013 e em 2008 do ATP de Amersfoort (também conhecido como Dutch Open).                                                                  
Em simples, ele chegou à terceira rodada do torneio de Wimbledon de 2013 e tem vitórias sobre jogadores Top, incluindo tenistas como Jo-Wilfried Tsonga, Milos Raonic e Mikhail Youzhny. 

## Duplas: 1 (0–1)
| Posição | Ano  | Campeonato      | Piso | Parceiro    | Oponente             | Placar   |
| ------- | ---- | --------------- | ---- | ----------- | -------------------- | -------- |
| Vice    | 2013 | Australian Open | Duro | Robin Haase | Bob Bryan Mike Bryan | 3–6, 4–6 |

## Duplas: 4 (1–3)
| Legenda                           |
| --------------------------------- |
| Grand Slam (0–1)                  |
| ATP World Tour Finals (0–0)       |
| ATP World Tour Masters 1000 (0–0) |
| ATP World Tour 500 Series (0–0)   |
| ATP World Tour 250 Series (1–2)   |

| Títulos por Piso |
| ---------------- |
| Duro (1–2)       |
| Saibro (0–1)     |
| Grama (0–0)      |
| Carpete (0–0)    |

| Posição | N. | Data            | Torneio                               | Piso   | Parceiro               | Oponentes                      | Placar             |
| ------- | -- | --------------- | ------------------------------------- | ------ | ---------------------- | ------------------------------ | ------------------ |
| Vice    | 1. | 20 Julho 2008   | Dutch Open, Amersfoort, Holanda       | Saibro | Jesse Huta Galung      | František Čermák Rogier Wassen | 5–7, 5–7           |
| Vice    | 2. | 26 Janeiro 2013 | Australian Open, Melbourne, Austrália | Duro   | Robin Haase            | Bob Bryan Mike Bryan           | 3–6, 4–6           |
| Vice    | 3. | 20 Julho 2013   | Claro Open Colombia, Bogotá, Colômbia | Duro   | Édouard Roger-Vasselin | Purav Raja Divij Sharan        | 6–7(4–7), 6–7(3–7) |
| Campeão | 1. | 29 Julho 2013   | BB&T Atlanta Open, Atlanta, EUA       | Duro   | Édouard Roger-Vasselin | Colin Fleming Jonathan Marray  | 7–6(8–6), 6–3      |

## Simpes: 5 (5–0)
| Legenda                   |
| ------------------------- |
| ATP Challenger Tour (5–0) |

| Posição | N. | Data              | Torneio                      | Piso        | Oponente           | Placar              |
| ------- | -- | ----------------- | ---------------------------- | ----------- | ------------------ | ------------------- |
| Campeão | 1. | 7 Novembro 2010   | Eckental, Alemanha           | Carpete (i) | Ruben Bemelmans    | 3–6, 6–2, 6–3       |
| Campeão | 2. | 11 Setembro 2011  | Alphen aan den Rijn, Holanda | Duro        | Jan-Lennard Struff | 7–6(7–2), 6–3       |
| Campeão | 3. | 12 Fevereiro 2012 | Quimper, França              | Duro        | Malek Jaziri       | 6–3, 6–4            |
| Campeão | 4. | 26 Fevereiro 2012 | Wolfsburg, Alemanha          | Carpete     | Jerzy Janowicz     | 4–6, 6–3, 7–6(11–9) |
| Campeão | 5. | 5 Aosto 2012      | Vancouver, Canada            | Duro        | Sergei Bubka Jr    | 6–1, 7–5            |

## Duplas: 2 (2–0)
| Legenda                   |
| ------------------------- |
| ATP Challenger Tour (2–0) |

| Posição | N. | Data             | Torneio          | Piso     | Parceiro        | Oponente                      | Placar         |
| ------- | -- | ---------------- | ---------------- | -------- | --------------- | ----------------------------- | -------------- |
| Campeão | 1. | 2006             | Louisville, EUA  | Duro (i) | Robin Haase     | Amer Delic Robert Kendrick    | w/o            |
| Campeão | 2. | 14 Novembro 2010 | Aachen, Alemanha | Carpete  | Ruben Bemelmans | Jamie Delgado Jonathan Marray | 6–4, 3–6, 11–9 |